# Volkswagen Santana
O Santana foi um automóvel de porte médio produzido pela Volkswagen em diversos países, derivado do Volkswagen Passat alemão. Foi produzido na Alemanha, Espanha, África do Sul, Japão (sob a marca Nissan), Brasil, Nigéria, México, China e Argentina. Atualmente é produzido apenas na China, pela Shangai Volkswagen. Foi eleito pela revista Autoesporte o Carro do Ano de 1989 e recebeu o título Eleito do Ano em 1991 pela revista Quatro Rodas.

## História
O Santana é uma variante da segunda geração do Passat na Alemanha. Este veículo, assim como outros projetos da linha VW/Audi, compartilhava sua plataforma com a segunda geração do Audi 80 de 1979, com diferenças sutis tanto no estilo quanto na tecnologia empregada.
Nas suspensões, era adotado o esquema "francês" de molas, com muitos elos, beneficiando o conforto em detrimento do comportamento dinâmico. O Santana, quando comparado com seu antecessor Passat, mostrava-se um tanto confortável, mas perdia boa parte da "vivacidade" e agilidade que caracterizaram o modelo de 1973. Porém, quando comparado com seu maior concorrente na época, o Chevrolet Monza, apresenta-se pouca coisa mais estável, porém, bem menos confortável.
A suspensão dianteira era do tipo McPherson e a suspensão traseira passava a adotar o mesmo conceito do Golf/Polo, com eixo traseiro de torção, mantendo o raio negativo de rolagem. A suspensão traseira trazia um bem-vindo efeito de estressante, pouco ou nada notado em situações extremas, devido isso ao uso de buchas "inteligentes", cuja deformação nas curvas foi calculada de maneira a não permitir divergência da roda externa ou de apoio.
Em abril de 1984, a VW apresentava as primeiras séries especiais: a primeira foi o Passat GTS (Grand Tourism Sport), equipado com o motor 1.8. Alcançava velocidade máxima de 152,2 km/h e acelerava de 0 a 100 km/h em apenas 16,9 segundos. Tinha caracterização própria, com spoilers, bancos Recaro e rodas aro 13 com pneus 185/70. Neste mesmo ano, a VW do Brasil colocava o Santana no mercado, nas versões CS (Comfort Silver), CG (Comfort Gold) e CD (Comfort Diamond).

### No Brasil
Teve como principal concorrente o Chevrolet Monza, derivado do Opel Ascona alemão. Este teve maior sucesso no mercado brasileiro, não necessariamente por ser um produto melhor, mas sim por se apoiar na já tradicional imagem de veículos de luxo da General Motors, inaugurada pelo excelente, mas já muito antiquado Chevrolet Opala, lançado em 1968 e que ainda se mantinha firme no mercado.
O Santana, por sua, vez escorava-se no sucesso do Passat, que teve a missão de apresentar ao público brasileiro todos os atributos da mecânica Audi/VW refrigerada a água. Assim como na Alemanha, o Santana surgia como uma evolução natural do Passat: mantinha os atributos básicos (qualidade, durabilidade, confiabilidade), entretanto, o padrão de acabamento e o nível de equipamentos do Santana, não o faziam compatível com seus concorrentes da GM.
O Santana e o Monza foram grandes adversários na década de 80. Foi lançado em 1984 nas versões CS, CG e CD, em ordem crescente de acabamento. Completo, vinha equipado com rádio toca-fitas, rodas de liga-leve, bancos especiais, vidros e travas elétricas, direção hidráulica progressiva, ar condicionado, câmbio automático (estes três últimos itens opcionais na versão top de linha CD) e acabamento exclusivo de boa qualidade.
Pequenas, porém significativas alterações mecânicas surgiram desde o lançamento até 1987, como alterações no câmbio (mais curto, para melhorar o desempenho) e a adoção dos motores AP contribuíram para o pequeno aumento nas vendas. 1987 também foi o ano em que ocorreram as primeiras alterações de estilo na linha: os para-choques passaram a ser integrais, idênticos aos utilizados pela linha alemã do Passat desde 1985. Novas nomenclaturas foram utilizadas para diferenciar as versões CL, GL e GLS, sendo que a primeira era um truque da Volkswagen para pagar menos impostos e utilizada ao vender unidades do modelo CL sem opcionais, que era equivalente ao antigo CS. O GL era equivalente ao antigo CG e tinha uma imagem ligeiramente mais esportiva que os demais. Nos primeiros anos, foi vendido somente com motorização a álcool.

## Cronologia
- 1984 - Lançamento nas versões CS, CG e CD com motor 1.8 de 86 cv a gasolina e 94 cv a álcool (abril)
- 1985 - Motor AP 1800 de 90 cv a gasolina e 96 cv a álcool (outubro)
- 1987 - Reestilização, com adoção do farol de neblina integrado a grade, as versões passam a ser CL, GL e GLS. Essas nomenclaturas ficariam em produção por cerca de 10 anos.
- 1988 - Chegada do motor AP2000 para as versões GL e GLS.
- 1990 - Chegada da versão "Executivo 2000i", a primeira com injeção eletrônica (motor AP-2000i, o mesmo do Gol GTi). Adoção do motor AP2000 "fase II".
- 1991 - Reestilização do modelo, disponível nas versões CL 1.8, GL 2000, GLS 2000 e GLS 2000i, com duas portas em abril e quatro portas em outubro.
- 1991 - Opção de Freios ABS Bosch, o primeiro carro nacional a ter esse sistema. versão GL passa a vir com rodas em liga leve de série (as mesmas do GLS) e adoção das rodas "raiadas" derivadas da BBS alemã.
- 1993 - Opção do motor AP-2000i para as versões GL, que passava a se chamar GLi. Introdução de injeção eletrônica monoponto FIC EEC-IV para os motores AP-1800, chamada de CLi. O modelo ganha novos comandos de ventilação e ar condicionado. Chega a série especial Sport 2000i, com acabamento esportivo e rodas orbitais.
- 1994 - Substituição da injeção eletrônica Bosch LE-Jetronic analógica pela FIC EEC-IV multiponto nos motores AP-2000i, com opção de versão a alcool (etanol). O motor AP1800 da versão CLi passa ter opção movida a alcool. O modelo passa a ser equipado com coluna de direção regulável em altura, opcional para CLi e GLi, e de série para a GLSi. Além disso ganha mais dois opcionais inéditos para a versão GLSi, o CD player e os bancos revestidos em couro.
- 1995 - O modelo passa ser oferecido apenas com opção de quatro portas nas versões CLi, GLi e GLSi, ficando apenas a versão 2000i "Série Única" com duas portas. O modelo ganha nova grade dianteira e novos faróis de neblina, parachoques e espelhos retrovisores ganham pintura da mesma cor da carroceria desde a versão CLi, volante e novas opções de revestimento dos bancos.
- 1996 - A nomenclatura do Santana passava a ser: 1.8 Mi, 2000 Mi (básicos), Evidence (considerada esportiva pela VW, com spoiler traseiro e volante do Gol GTI e os bancos do e rodas do Gol TSi) e Exclusiv (de topo). A versão única com duas portas sai de linha.
- 1997 - O motor AP1800 passa a vir com injeção eletrônica multipoint Magneti Marelli e subistituição a singlepoint FIC. O motor AP2000i ganha também o sistema de injeção eletrônica fabricado pela Magneti Marelli. Todas as versões passam a vir com novos volantes e lanternas traseiras fumê (como as do Santana Sport) a partir dos modelos 1997/1998.
- 1998 - Reestilização do modelo, que perde o quebra-vento, passa a usar bancos no formato da linha Gol e Parati. O modelo ganha acionamento do alarme com controle acoplado a chave de ignição.
- 2001 - Foram inseridos os módulos Comfortline e Sportline, podendo vir equipados tanto com motor 1.8 e 2.0.
- 2003 - O modelo passa vir equipado com as rodas do Gol Turbo e volante da versão Power do Gol.
- 2006 - O modelo sai de linha.

## Versões

### Primeira geração
- C
- CS (1984-1986)
- CD (1984-1986)
- CG (1984-1986)
- CL
- GL 1.8
- GL 2.0
- GLS

### Segunda geração
- CL / CLi*
- GL 1.8 / GLi 1.8*
- GL 2.0 / GLi 2.0*
- GLS / GLSi*
- 1.8 Mi
- 2.0 Mi
- Comfortline 1.8 Mi
- Evidence 2.0 Mi (1997)
- Exclusiv 2.0 Mi (1997)

(*) Até 1995, ainda existiam versões com carburador. Para diferenciação, as versões com injeção eletrônica eram identificadas pela letra "i".

## Séries especiais

### Primeira geração
- Evidence (1989)[2]: um GLS 2.0, quatro portas, com elementos de estilo como lanternas fumês, rodas Pingo d'água (a mesma utilizada no Gol GTS), carro somente na cor Preto Ônix, os frisos não tinham cromo, ao invés da versão topo de linha (GLS) e com uma "mini" faixa cinza percorrendo a carroceria na lateral, com a nomenclatura "Evidence" na parte traseira da faixa.
- Executivo (1989)[2]: versão mais luxuosa., possuía grade frontal exclusiva, aerofólio exclusivo, rodas BBS douradas. Foi o primeiro Santana a ser gerenciado por um sistema eletrônico (monoponto).
- Sport (1990): derivado da versão GL, duas portas, tinha acessórios extras, bancos Recaro personalizados na cor preta e vermelha, frisos vermelhos no para-choque e nas laterais, lanternas fumês e rodas Snowflakes 14 polegadas. Havia versões nas cores vermelho, preto e branco (somente na versão branca as rodas Snowflakes tinham fundo branco, assim como a grade dianteira, que também era branca).

### Segunda geração
- Sport (1993): duas portas, em branco ou preto, com lanternas fumê e spoiler traseiro. Trazia motor 2.0i e freios ABS (ambos até então exclusivos do GLS). Foi a última versão do Santana 2.0 equipado com injeção Bosch LE-Jetronic.
- Série Única (1995-1996): com os veículos de 4 portas enfim caindo no gosto do brasileiro – especialmente em veículos mais caros – a Volkswagen criou um pacote único em termos de visual que marcou a despedida da carroceria de 2 portas. Chamado muitas vezes somente de Santana 2000i 2p, mas oficialmente chamado de Série Única, vinha com acabamento e opcionais idênticos aos da versão GLi, com a adição de aerofólio com brake light e faróis de neblina — um visual com viés esportivo, embora não trouxesse conta-giros nem como opcional. Podia vir completo, contando como opcionais com ar condicionado, vidros e travas elétricos, alarme ultrassom, toca-fitas, teto-solar elétrico e freios ABS. Embora os vidros e travas elétricos fossem opcionais, o retrovisor elétrico estava presente de série. Algo bastante curioso na história dos equipamentos da indústria automobilística brasileira.

## Santana brasileiro X Santana alemão

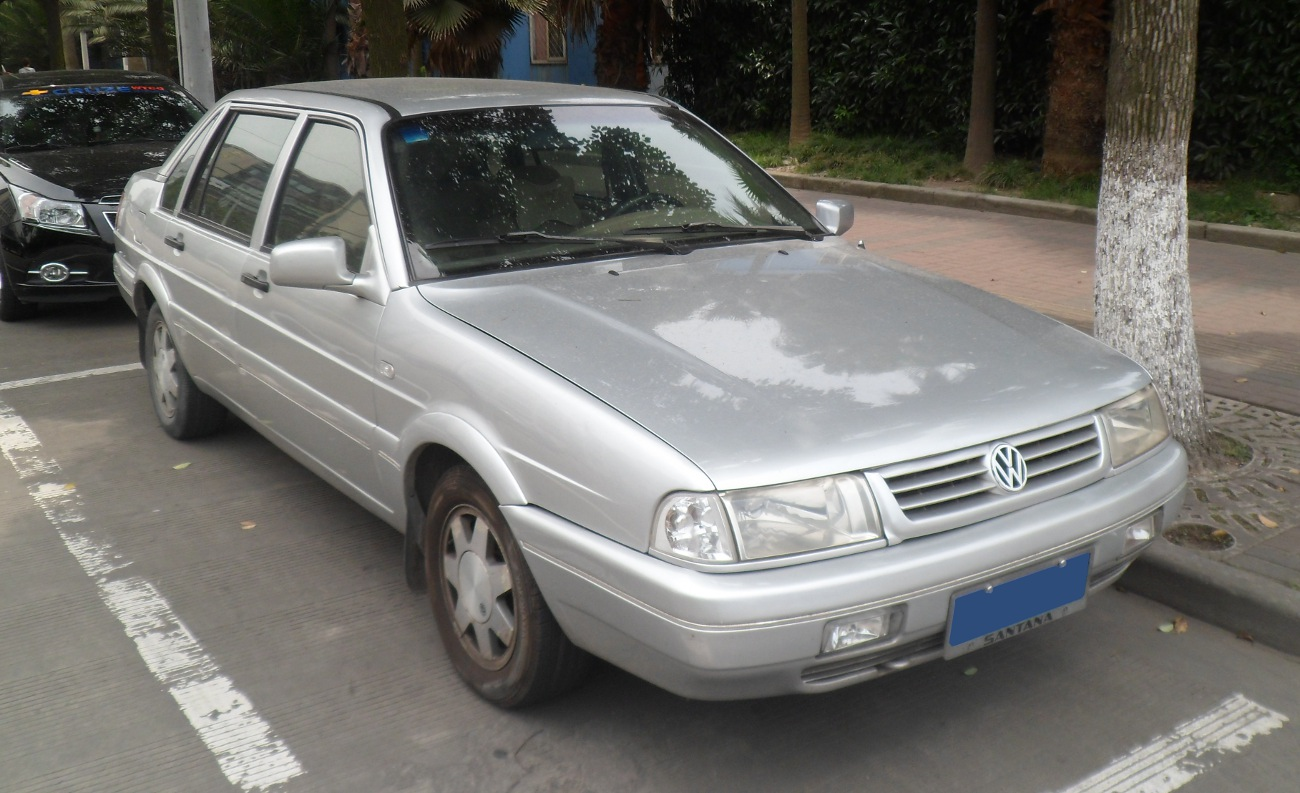
Santana 2000 chinês.

Na aparência, os VW Santana brasileiros e alemães eram praticamente iguais, apresentando sutis diferenças no acabamento interno e externo.
A mais marcante discrepância entre ambos era a opção de carroceria de 2 portas, inexistente fora do Brasil, e que visava atender uma demanda específica desse país, que nutria forte preconceito contra os veículos 4 portas até o final da década de 80. Foi fabricada de 1984 a 1995, nas mesmas versões do 4 portas. Duas versões exclusivas desta opção de carroceria foram a Sport (1990 e 1993) e a Série Única (1995, ano da despedida). Pelo fato de na Alemanha o Santana ter sido fabricado somente até 1985 (de 1985-1988, chamava-se Passat), inexiste por lá a versão reestilizada do Santana, sendo esta exclusiva dos mercados brasileiro e chinês.

## Mercado e concorrentes
Quando chegou ao mercado, o Santana tinha como principais concorrentes o Chevrolet Monza, Ford Del Rey e Chevrolet Opala, este último um pouco defasado em relação aos anteriores, porém com desempenho muito superior, especialmente na versão 4.1, e era também o mais caro .O Del Rey, referência em acabamento e conforto, era uma evolução do Ford Corcel de 1968 (que, por sua vez, era uma variante do Renault 12 dos anos 60). Se o Del Rey não era páreo para concorrer em modernidade com o Santana, o Monza o era, tendo a vantagem de apresentar o motor na posição transversal, o que, aliado a um entre-eixos maior, garantia maior espaço e conforto aos ocupantes. Outra superioridade técnica do Monza frente ao Santana estava nos freios a disco ventilados e no desempenho nitidamente superior. Uma deficiência que a VW só foi sanar em 1990, no Santana Executivo, que foram os freios a disco sólido, que passaram a ser ventilados. Apesar disso, Monza e Santana tinham públicos distintos: o Monza satisfazia aqueles que já estavam acostumados com o conforto da linha Opala, enquanto que o Santana satisfazia aqueles que procuravam um pouco mais de uma aparente esportividade, mesmo que a custa de um menor desempenho, geralmente os antigos consumidores da linha Passat, fiéis à linha de produtos da VW.
A concorrência se acirrou em 1991, com a chegada do Fiat Tempra ao mercado nacional. O seda italiano não “roubou” a posição de "queridinho da classe média" dos braços do Chevrolet Monza, mas apresentou uma evolução constante, com versões de 16 válvulas (1993) e Turbo (1994).
Tanto o Monza quanto o Santana foram obrigados a evoluir: foram completamente reestilizados (1991) e o Santana ainda ganhou a companhia de um “primo”, o Ford Versailles, que aposentava o Del Rey, em 1991. O Monza sucumbiu em 1996, com a chegada da segunda geração do Chevrolet Vectra (que coexistiu pacificamente com a mesma geração deste carro), enquanto que o Versailles saía de cena para dar lugar ao Ford Mondeo, em 1997. Em pouco tempo, o Tempra era substituído pelo Fiat Marea (1998), e assim o Santana passava a ser o "último dos moicanos" entre os sedans apresentados nos anos 80, situação que perdurou até o início de junho de 2006, quando finalmente teve sua produção descontinuada.
Dois concorrentes foram o Chevrolet Vectra (1993-1996) de primeira geração e a versão brasileira do Chevrolet Omega (1992-1998). O primeiro tinha a intenção de substituir o Monza, objetivo não alcançado, tanto é que o Monza continuou no mercado até a chegada da segunda geração do Vectra. Já o segundo era o substituto oficial do Opala, que no início da década de 90 encontrava-se defasado no mercado, e era um carro muito superior em termos tecnológicos, mas seu preço era salgado demais para o público brasileiro.

## Novo Santana
Em 2013, foi lançada na China uma nova geração do Santana.

## Imagens
- Frente de um Volkswagen Santana GX (1985).
- Traseira de um Volkswagen Santana GX (1985).
- Volkswagen Santana 2000 viatura policial da PMDF.
- Traseira de um Volkswagen Santana 2000 viatura policial descaracterizada da PCDF.
- Volkswagen Santana 2000 utilizado como táxi na cidade do Rio de Janeiro.
- Frente do Novo Volkswagen Santana vendido na China (facelift 2018).
- Traseira do Novo Volkswagen Santana vendido na China (facelift 2018).